# Filosofia chassidica

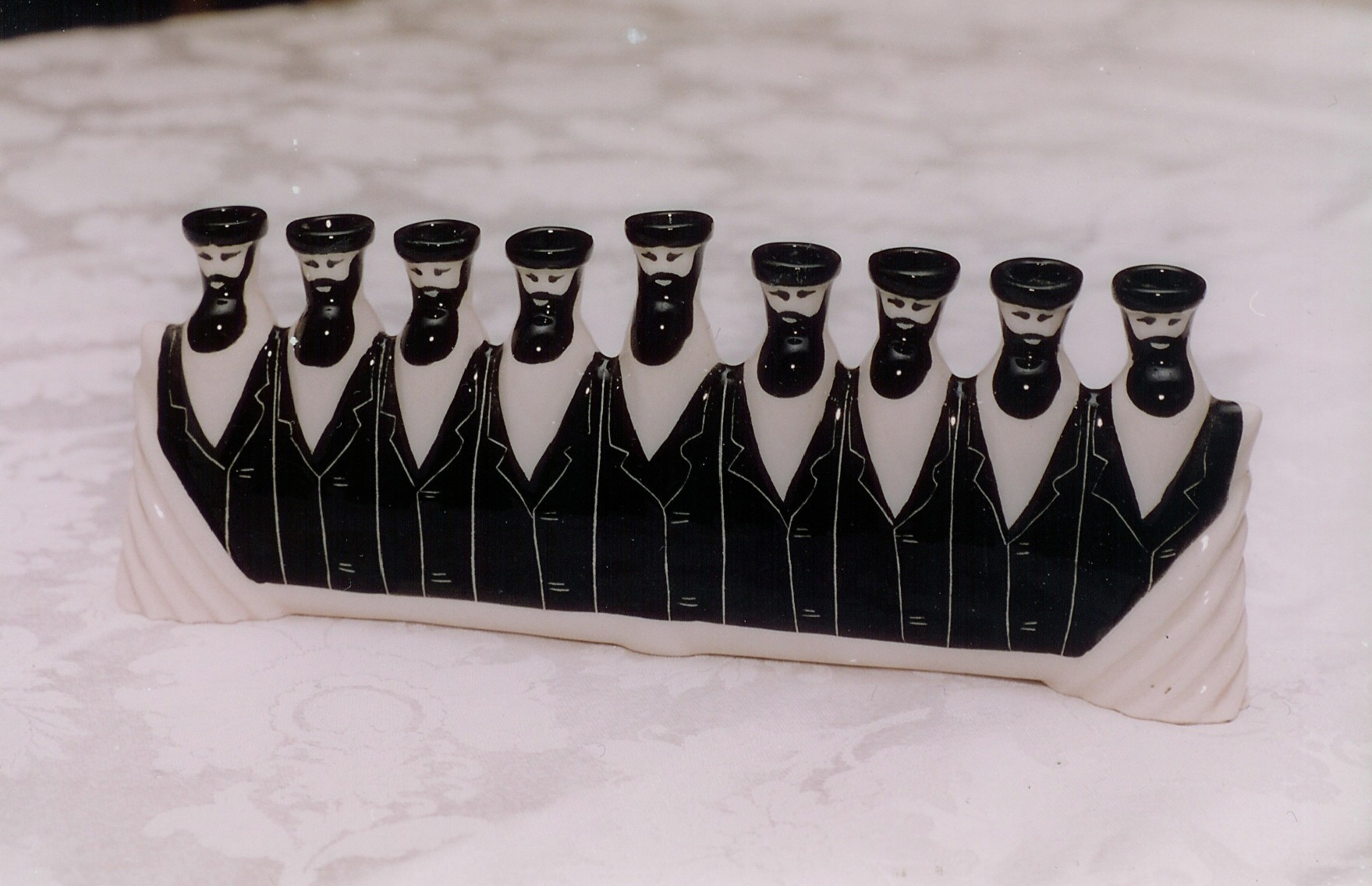
Foto di una Chanukkià in porcellana a forma di 9 chassidim.

Per filosofia chassidica o Chassidut (ebraico: חסידות ḥasidût [χasiˈduːt], parola alternativamente traslitterata con Hassidismo, Chassidismo, Chassidus ecc.) si intendono gli insegnamenti, le interpretazioni e le direttive dell'ebraismo rabbinico e della filosofia che sottostà al movimento religioso chassidico moderno.
La parola deriva dall'ebraico chesed (gentilezza) e dall'appellativo chassid (pio) che nella letteratura rabbinica più antica significa "colui che, conoscendo la stretta norma, fa più di quanto strettamente previsto dall´halakha".
Alcuni movimenti ebraici di antica data venivano anche chiamati con tale nome, per esempio gli Chassidei ashkenaziti della Germania medievale.
Oggi però la filosofia e il movimento chassidici fanno riferimento al movimento iniziato da Rabbi Israel ben Eliezer (il Baal Shem Tov) nel XVIII secolo in Podolia (ora Ucraina). I suoi discepoli più stretti svilupparono la rispettiva filosofia nel corso dei primi anni del movimento. Dalla terza generazione, i principali capi religiosi elaborarono differenti interpretazioni e si dispersero per l'Europa orientale, dalla Polonia e Ungheria alla Lituania e Russia dando origine alle diverse chassidut.

## Aspetti del pensiero chassidico
La tradizione ed il pensiero chassidici hanno attratto ammiratori anche fuori dell'ambito del movimento stesso, e fuori del credo ebraico ortodosso, a causa della sua ispirazione carismatica e le sue pulsioni spirituali. L'espressione della cultura religiosa ebraica che iniziò prima dell'arrivo del modernismo, con le sue storie, aneddoti, e insegnamenti stimolanti, ha offerto profonde dimensioni spirituali alla gente d'oggi. Nelle sue articolazioni più sistematiche ed intellettuali, però, è anche una forma di esegesi ebraica tradizionale delle Sacre Scritture e della letteratura rabbinica, nuova fase dello sviluppo del misticismo ebraico e sistema teologico illuminato filosoficamente, che può venir confrontato con la prima filosofia ebraica di base. Tale qualità riesce ad abbracciare ed unificare le varie differenti discipline filosofiche e mistiche (nella tradizione mistica della Kabbalah), che vennero elaborate prima del Chassidismo: la connessione esperienziale con la spiritualità avviene tramite una complessa teologia concettuale e d'interpretazione testuale. Ciò contrasta con alcune definizioni comuni e più intuitive del misticismo.
Nella tradizione ebraica, le nuove idee derivano la loro autorità dall'interpretazione scritturale. Ottengono conseguentemente un'organizzazione intellettiva. Il pensiero chassidico è costruito sulla Kabbalah e a volte viene riconosciuto come una nuova fase del suo sviluppo (sebbene siano implicite nella Chassidut le nuove interpretazioni della Kabbalah, estratte dalle sue nuove posizioni filosofiche e ad essa relazionate). La Kabbalah fornisce la struttura completa della metafisica tradizionale ebraica, usando sottili metafore e categorizzazioni. Studia l'interazione divina con la creazione, attraverso la descrizione delle emanazioni che rivelano e mediano la divinità. Data la preoccupazione di scostare queste idee da qualsiasi connotazione fisica, tradizionalmente i kabbalisti ne limitavano la loro trasmissione a ristretti gruppi di studiosi esperti, per evitare che si facessero o poi si trasmettessero errori d'interpretazione.
La Chassidut trasmette lo studio kabbalistico di complicate emanazioni metafisiche e del divino, che vede permeare ogni livello e trascendere ogni cosa, in modo semplice ed adattato per essere diffuso. La Chassidut esamina il significato spirituale interiore della Kabbalah correlandone i rispettivi concetti alla consapevolezza interiore dell'uomo, con analogie ideali scaturite dall'osservazione umana. Tale indipendenza dalla natura esoterica della Kabbalah fornisce al pensiero chassidico l'abilità di venir espresso nelle sue storie spirituali, insegnamenti pratici e pratiche emotive, come anche la capacità di pervadere e illuminare altri livelli di interpretazione della Torah e non solo le idee nascoste della Kabbalah. La Chassidut usa la terminologia kabbalistica solo quando spiega e ravviva il livello kabbalistico interpretativo della Torah. Tale particolare capacità di portare la Kabbalah ad una comprensione intellettiva ed emotiva è solo una delle tante caratteristiche e forme di pensiero chassidico. Quegli scritti chassidici che sono più approfonditi usano la Kabbalah estensivamente, secondo le varie correnti del Chassidismo, ma solo come mezzo per descriverne i processi spirituali che si riferiscono alla vita religiosa dell'uomo. Il contributo spirituale della gamma filosofica chassidica per la prima volta offre a tutti la possibilità di accedere in modo semplice alle dimensioni interiori dell'Ebraismo.

## Introduzione al pensiero chassidico nel suo contesto storico

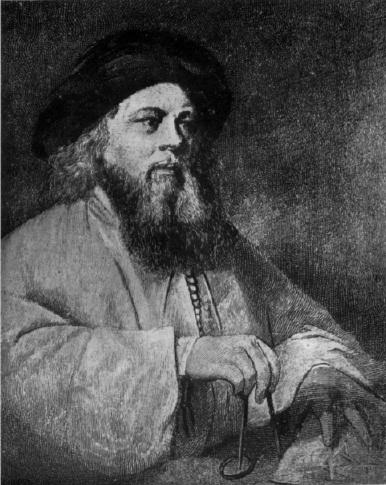
Presunto ritratto di Rabbi Yisroel (Israel) ben Eliezer, noto come il Baal Shem Tov

La nuova interpretazione dell'Ebraismo iniziò col Baal Shem Tov, e venne sviluppata dai suoi successori, prese idee dalla tradizione ebraica e diede loro un nuovo impulso e significato. Si basò specialmente sulla tradizione mistica della Kabbalah e la presentò in un modo tale che fosse accessibile per la prima volta a tutti gli ebrei. Fino allora la tradizione mistica ebraica era stata comprensibile e riservata solo ad una stretta élite di studiosi. Il calore spirituale di questa nuova dimensione della Torah catturò i cuori delle masse, mentre le profonde idee che le sottostavano attrasse grandi maestri. Il movimento chassidico divenne uno dei più famosi movimenti revival della storia ebraica. La sua spiritualità assicurò la fedeltà di molti ebrei osservanti, nel corso dei drammatici cambiamenti sociali, politici e intellettuali della storia moderna, ed ha anche interessato alcuni movimenti ebraici non-ortodossi odierni (specialmente grazie all'influenza del Neochassidismo. Le storie carismatiche che si raccontano sui Maestri chassidici, i contributi emotivi che la Chassidut ha portato all'ebraismo, insieme all'originalità creativa di alcuni suoi insegnamenti, sono noti in tutto il mondo ebraico. Filosofi della religione come Martin Buber e scrittori come Elie Wiesel hanno pubblicizzato le dimensioni carismatiche e liriche del chassidismo, mentre gli storici, influenzati dalla prima Haskalah (movimento illuminista), furono d'aiuto nel formulare il quadro popolare del chassidismo come movimento che molto incoraggiava l'esuberanza emotiva e la gioia nell'ambito delle tradizionali strutture dello studio rabbinico classico e delle osservanze ortodosse. D'altra parte i suoi ammiratori esterni, come anche i suoi detrattori, non sono sempre stati ben informati sulla sua profondità filosofica o sul significato delle sue idee nella sfera del pensiero ebraico. Nel mondo accademico questa tendenza è cambiata cominciando dalle importanti opere di Gershom Scholem, sebbene alcune personalità in questo campo diano interpretazioni secolari del misticismo ebraico e del chassidismo che a volte differiscono dalle vedute filosofiche all'interno del movimento. Le due dimensioni del chassidismo – il calore emotivo e la profondità spirituale – sono unite all'origine poiché il movimento iniziò ad entrambi i livelli. Il Baal Shem Tov insegnò la Chassidut con parabole e brevi, commoventi spiegazioni della Torah che incapsulavano profonde interpretazioni di misticismo ebraico. La masse impoverite e senza cultura vennero affascinate da questo nuovo e vivido afflato introdotto nell'Ebraismo mentre il gruppo selettivo dei grandi discepoli del Baal Shem Tov apprezzarono il profondo significato filosofico di queste idee. L'agiografia di storie miracolose che circondano le figure leggendarie del chassidismo offre un dinamico collegamento tra le idee intensamente intellettuali e l'entusiasmo emotivo interiore che ispirano. Implicite nelle storie chassidiche sono le nuove dottrine della Chassidut poiché le nuove interpretazioni della Torah, insegnate dai suoi capi religiosi, erano anche da loro vissute in tutti gli aspetti esistenziali e negli innovativi modi di servire Dio. Ciò diede adito a nuove pratiche ebraiche nelle vite dei seguaci che rispecchiavano anche i nuovi insegnamenti del movimento.
Ciascuna scuola di pensiero chassidico adottò differenti approcci ed interpretazioni della Chassidut. Alcune misero enfasi basilare sulle nuove pratiche e usanze ("Darkei Hassidut" – le Vie della Chassidut) che incoraggiavano entusiasmo emotivo e rendevano i seguaci dipendenti dalle influenze spirituali dei capi, mentre altre davano principale importanza all'erudizione religiosa chassidica dei loro maestri ("Limmud Hassidut" – L'Apprendimento della Chassidut). Altri gruppi vedevano la via chassidica come una gioia ulteriore da aggiungere all'osservanza formale ebraica ("lo zucchero sulla torta" dello studio Talmudico), mentre altri ancora avevano collocato l'apprendimento delle scritture della loro scuola ad un livello paragonabile allo studio delle parti esoteriche dell'Ebraismo. Tali differenze si rispecchiano nei diversi stili di pensiero chassidico formulati da pensatori originali ed innovativi. Alcuni ebbero ad articolare descrizioni di misticismo chassidico più emotive o poetiche, che tuttora ispirano ed incoraggiano l'osservanza ebraica, o sensibilizzano i cuori dei seguaci a raggiungere livelli trascendentali di spiritualità. Certi leader carismatici nella storia del chassidismo rappresentarono qualità particolari nel corso della loro vita e focalizzarono i loro insegnamenti sui risultati pratici che ne scaturivano. Altri ancora fornirono un'analisi più intellettuale della Chassidut orientando i loro seguaci verso un'internalizzazione di consapevolezza e sentimento spirituale - ad ognuno secondo la propria capacità di comprensione.
Tale diversità riflette lo svolgimento storico-interiore del chassidismo. Sin dal Basso Medioevo figure kabbalistiche chiamate Baal Shem incoraggiavano l'influenza del misticismo ebraico, tramite gruppi di Nistarim (mistici nascosti). Con l'insegnamento pubblico del Baal Shem Tov (1698-1760), dal 1734, le nuove idee della Chassidut furono inizialmente tradotte in forme emotive. Dopo la sua morte i suoi grandi discepoli nominarono Dov Ber di Mezeritch (circa 1700-1772) (il Magghid di Mezeritch) a succederlo. Dietro la guida del Magghid il nuovo movimento si consolidò e i relativi insegnamenti furono spiegati e sviluppati. Il Baal Shem Tov era una guida per il popolo e viaggiava continuamente coi suoi pii seguaci portando incoraggiamento e conforto alle masse. Dov Ber, la cui salute cagionevole gli impediva di viaggiare, si concentrò invece a rafforzare intorno a lui un circolo di grandi studiosi (chiamati "Hevra Kaddisha" – Santa Società) che dovevano poi divenire i leader individuali della successiva generazione, nominati per vari territori dell'Europa orientale a portarvi il chassidismo. Costruirono differenti interpretazioni del pensiero chassidico, dal profondamente emotivo all'intellettuale articolato. Le versioni più sistematiche richiedevano precedenti elaborazioni per approntarne il terreno. Le nuove dottrine, scuole di pensiero e applicazioni pratiche possono tutte essere valutate nel contesto di precedenti correnti di pensiero ebraico. Alternativamente, la natura essenziale della Chassidut, come livello di commentario tradizionale alle Scritture e come forma di filosofia ebraica, può essere messa insieme ad altri metodi di interpretazione ebraica della Bibbia e dei testi rabbinici, come pure ad altre tradizioni di filosofia ebraica.

## Idee e applicazioni caratteristiche della filosofia chassidica
- Deveikuth: la Chassidut insegna che deveikuth/devequt (lett. unione, ebraico: דביקות), o unione con Dio, è la più alta forma di servizio divino e fine ultimo di tutto lo studio della Torah, della preghiera e dell'osservanza delle Mitzvot – i comandamenti religiosi. Il livello più alto della devequt è Hitpashtut Hagashmiut (ebraico: התפשטות הגשמיות), che è uno stato elevato di consapevolezza nel quale l'anima si sveste dei sensi fisici corporali e ottiene una percezione diretta del Divino in tutte le cose. L'atto stesso di cercare di ottenere devequt porta ad un'elevazione della propria coscienza e sensibilità spirituali incrementando la vita, il vigore, la felicità e la gioia dell'osservanza religiosa e delle azioni quotidiane.
- Hitbodedut: Uno dei metodi per raggiungere la devequt è l'hitbodedut (ebraico התבודדות), la solitudine come metodo per contemplare Dio e la Sua Grandezza (vedi Meditazione ebraica) ed il significato interiore delle Mitzvot.
- Raffinamento del carattere: un importante elemento della filosofia chassidica è il compito essenziale del raffinamento del proprio carattere e del miglioramento delle relazioni interpersonali, noto come tikun hamidot, "la rettificazione dei tratti caratteriali", o shevirat hamidot (ebraico: שבירת המדות), la "frammentazione dei tratti caratteriali". Tratti caratteriali negativi come l'arroganza, gelosia, risentimento e la ricerca della ricchezza e degli onori, sono considerati un impedimento all'abilità umana di ottenere un'unione, o devequt, con Dio.
- Il Divino in tutto: la Chassidut insegna la necessità di estrarre ed innalzare al Divino tutte le cose materiali, animate ed inanimate. Come esposto negli insegnamenti kabbalistici originali di Isaac Luria, tutta la materia mondana è permeata di nitzotzot (ebraico: ניצוצות), o scintille divine, che furono disseminate con la "Rottura dei Vasi" (in ebraico: שבירת הכלים), causata da processi cosmici all'inizio della Creazione. Il chassid cerca l'emissione delle scintille in tutte quelle cose materiali che aiutano nella preghiera, nello studio della Torah, nei comandamenti religiosi e nel servire Dio in generale. Un concetto correlato è l'imperativo di collegarsi al Divino anche tramite gli atti mondani come il mangiare, le relazioni sessuali ed altre attività ordinarie. La Chassidut insegna che tutte le azioni possono essere messe al servizio di Dio quando compiute con tale intento. Mangiare può essere elevato tramite il recitare le benedizioni appropriate prima e dopo il pasto, mantenendo l'intenzione dell'atto come salutare per il corpo che deve servire e santificare Dio. Le relazioni sessuali possono essere elevate con l'astenersi da una ricerca eccessiva di piaceri: questa attitudine permette di focalizzarsi sui fini principali stabiliti dal pensiero ebraico; la procreazione, come anche lo scopo indipendente di approfondire l'amore e il legame tra marito e moglie, due comandamenti positivi. Anche la conduzione degli affari, quando condotti nell'ambito dei parametri della Legge ebraica e del profitto che porterà poi al compimento dei comandamenti, segue un giusto proposito.
- Gioia: la Chassidut enfatizza la gioia come un prerequisito all'elevazione della consapevolezza spirituale e insegna ad evitare la melancolia ad ogni costo. Inoltre la Chassidut avvisa che l'eccessiva ossessione con le trivialità e minuzie della Legge ebraica, quando osservata meccanicamente, può diventare un inutile impedimento nel servire Dio a causa della sua natura potenzialmente sconfortante. Inoltre la Chassidut evita la pratica dell'ascetismo nota a precedenti kabbalisti poiché possiede il potenziale di indurre allo scoraggiamento e ad un indebolimento dello spirito per servire Dio.
- Valorizzare l'ebreo semplice: nonostante l'alto contenuto intellettuale degli insegnamenti chassidici principali, la Chassidut diventò straordinariamente popolare grazie alla sua accettazione delle masse, degli "ebrei ordinari". In opposizione alle prevalenti attitudini del tempo, che sminuivano i non-studiosi, la Chassidut con la sua enfasi sulla devequt, o unione a Dio, quale ultimo scopo di tutti i comandamenti, relegò lo studio della Torah ad essere solo uno – sebbene uno estremamente importante – dei molti comandamenti. Inoltre, evitando l'arroganza, sottolineò l'uguaglianza di tutti coloro che si avvicinavano al servizio divino con sincerità di intenti, persino innalzando il semplice, non ancora completamente sapiente ma sincero, al disopra dell'erudito scostante.
- Unirsi al Giusto: la Chassidut insegna che, sebbene non tutti siano capaci di ottenere i più alti livelli di spiritualità sublimata, le masse possono tuttavia associarsi ad uno tzadik, o vero giusto, (in ebraico: התקשרות לצדיקים) in modo da essere in grado di raccogliere gli stessi frutti spirituali e benefici materiali di tutti gli altri. Associandosi alla presenza dello tzadik, spesso si può arrivare alla devequt grazie allo tzadik stesso. Lo tzadik serve anche da intercessore tra i suoi discepoli e Dio agendo come canale attraverso il quale i doni divini vengono elargiti.

### Ulteriore elaborazione
La filosofia chassidica insegna che la conoscenza di Dio è l'essenza della Torah e di ogni cosa al mondo. La Chassidut (insieme alla Kabbalah) è nota anche come "Pnimiyut HaTorah", la Dimensione Interiore della Torah. La premessa essenziale della filosofia chassidica è Dio e la Sua Unità: Dio trascende tutto e, simultaneamente, è parte del tutto. Dio trascende tutte le forme e limitazioni, anche le più sublimi. Per Dio tutte le forme sono uguali e quindi i Suoi intenti possono essere scoperti in tutte le forme in maniera uguale. Tutta l'esistenza è espressione del Suo Essere. Con le parole del Baal Shem Tov: "Dio è tutto e Tutto è Dio".
(Questo è un tema molto sottile e difficile basato sulla dottrina kabbalistica dello Tzimtzum, da non confondersi col Panteismo, che per il credo ebraico è un'eresia. Accuse di tendenze panteistiche furono erroneamente rivolte contro il chassidismo da parte dei primi opponenti religiosi (Mitnagdim) e dagli storici del susseguente movimento secolare illuminista dell'Haskalah. Ciò avvenne a causa della sbagliata paura che il chassidismo fosse un'altra eresia mistica, come quella Sabbateana del passato recente. Il panteismo eguaglia la Natura a Dio e, poiché nega la trascendenza divina, è in opposta tendenza al chassidismo. Secondo il pensiero mistico ebraico Dio è così illimitato che è anche capace di esprimersi nel mondo finito della Natura; ciò può venir più esattamente descritto come una versione ebraica inversa del Panenteismo: "Tutto è in Dio".)
Tale premessa significa che ogni cosa è rivelazione infinita di Dio, persino le cose più triviali e piccole. Questo assioma basilare implica quattro punti che sono i pilastri della posizione del Baal Shem Tov:
1. Torah: secondo il Baal Shem Tov la Torah è tutti i "nomi" di Dio. Ciò significa che ogni dettaglio della Torah è una rivelazione infinita di Dio e non c'è limite a cosa si possa scoprire in essa. Proprio come Dio è infinito, così lo è il significato della Torah: infinito. Il Baal Shem Tov spesso spiega un versetto o una parola in modo non convenzionale e a volte anche contraddittorio, ma solo per dimostrare come tutte queste interpretazioni si colleghino tra di loro e siano un'unità – siano Uno. Il Baal Shem Tov spiega persino come si connettano tutte le possibili combinazioni di una singola parola.
2. Divina Provvidenza: a) Secondo il Baal Shem Tov ogni evento è guidato dalla Divina Provvidenza. Anche il modo con cui una foglia volteggia nel vento è parte della provvidenza divina. b) Ogni dettaglio è essenziale alla perfezione del mondo intero. Se le cose non stessero esattamente nel modo in cui stanno, l'intero piano divino non verrebbe a compiersi. c) Questo proposito divino crea e dà vita ad ogni cosa. Quindi ogni cosa è divina. Basandosi su questo il Baal Shem Tov predicava come ognuno dovesse imparare una lezione divina per ogni cosa che incontrava. Ignorare la Sua presenza divina in ogni fattore esistenziale viene ritenuta una perdita spirituale.
3. Valore inerente: il Baal Shem Tov insegna che anche l'ebreo ordinario è inerentemente prezioso quanto un grande saggio. Perché tutti gli ebrei sono "figli di Dio" (Deuteronomio 14:1) ed un figlio rispecchia l'immagine e la natura del padre. E proprio come Dio è eterno e la Sua Torah ed i Comandamenti sono eterni, così lo è anche il suo popolo. Persino l'ebreo meno degno è ritenuto un gioiello che glorifica Dio.
4. Amore fraterno: il comando di amare il prossimo, secondo il Baal Shem Tov, non significa semplicemente essere gentili. Piuttosto uno deve sforzarsi costantemente di rigettare i propri tratti negativi e coltivare quelli positivi. Tale comando copre la vita intera.

Altri aspetti dell'interpretazione del Baal Shem Tov: si deve cercare di rettificare permanentemente la negatività e non solo sopprimerla. L'adoperarsi per migliorare il proprio servizio divino è estremamente importante. Se Dio ci avesse voluti perfetti non ci avrebbe creato con difetti e conflitti interiori. Dio desidera e apprezza i nostri sforzi e le nostre battaglie spirituali.

## Filosofia chassidica: definizione e relazione con gli altri livelli di interpretazione della Torah e con la principale filosofia ebraica

### I quattro livelli di interpretazione (Pardes)
Gli insegnamenti ebraici classici interpretano ogni versetto della Torah (e spesso di altre Scritture del Tanach – la Bibbia ebraica – che sono considerate come rivelate da "Nevuah"-Profezia o dal livello inferiore del "Ruach Hakodesh"-Spirito Divino, occasionalmente riferiti anche alla Tradizione Orale, liturgia, ecc.) in quattro livelli. Questi sono:
- Pshat: che significa "semplice" - il semplice significato del testo.
- Remez: un significato "allusivo", un altro concetto nascosto entro le parole, al quale viene alluso in svariati modi.
- Drash: un'interpretazione omiletica delle parole, da "Doresh"-esporre. Fornisce un significato tangenziale, che è spesso immaginativo o etico, a volte derivato dal paragonare parole simili prese da versetti scritturali differenti. Storie nel Midrash possono personalizzare in maniera commovente il rapporto di Dio con il Suo popolo e la relazione di questi – i commentatori affermano che contengano profondi segreti.
- Sod: l'interpretazione "segreta" del testo che si trova nella Kabbalah, che comprende profondi significati spirituali della Torah derivati dalle parole scritturali usando regole esoteriche di ermeneutica. Descrive l'ordine metafisico della Creazione coi sistemi della tradizione mistica ebraica. Sebbene la Kabbalah fosse impiantata sulle esperienze profetiche e visionarie del Divino, col tempo assunse una più grande concettualizzazione così da divenire un sistema intellettuale basato sui testi biblici insegnato agli iniziati. Connette le sue descrizioni astratte delle emanazioni, delle anime ecc. ai livelli discendenti dei "Mondi" che esistono tra l'Infinito e il nostro Universo fisico finito. Vengono descritte sottili categorie specifiche delle manifestazioni Divine. In tale ambito l'interesse della Kabbalah si concentra sui reami celesti e l'impatto dell'uomo su di essi.

Le iniziali dei succitati livelli formano la parola Pardes - "Frutteto". Ogni livello successivo di esegesi fornisce una spiegazione più esoterica e spirituale del testo biblico. I primi 3 metodi sono usati nella parte di Ebraismo descritta come "Nigleh"-"Rivelata", che comprende molti commentari biblici classici, la letteratura talmudica, le opere halakhiche, la filosofia medievale, ecc. che incorniciano il pensiero ebraico in una prospettiva umana ed in termini intellettivi. Storicamente, questa era la parte principale degli studi ebraici. Il 4º livello è incluso nell'aspetto "Nistar"-"Nascosto" dell'Ebraismo che si trova nei libri della Kabbalah e in alcuni altri commentatori biblici classici. Questo è uno studio ad orientamento spirituale che spiega l'Ebraismo in termini metafisici con "l'intelletto di Dio" fatto scendere progressivamente verso una comprensione umana. Anche i "Torat haHassidut", gli insegnamenti della Chassidut, sono considerati parte del Nistar e spesso utilizzano una terminologia kabbalistica. Se una parabola chassidica o una breve spiegazione può evitare tutte le parole della Kabbalah, allora la Chassidut può anche relazionarsi a Pshat, Remez e Drash..

### Le origini della tradizione mistica ebraica fino al chassidismo

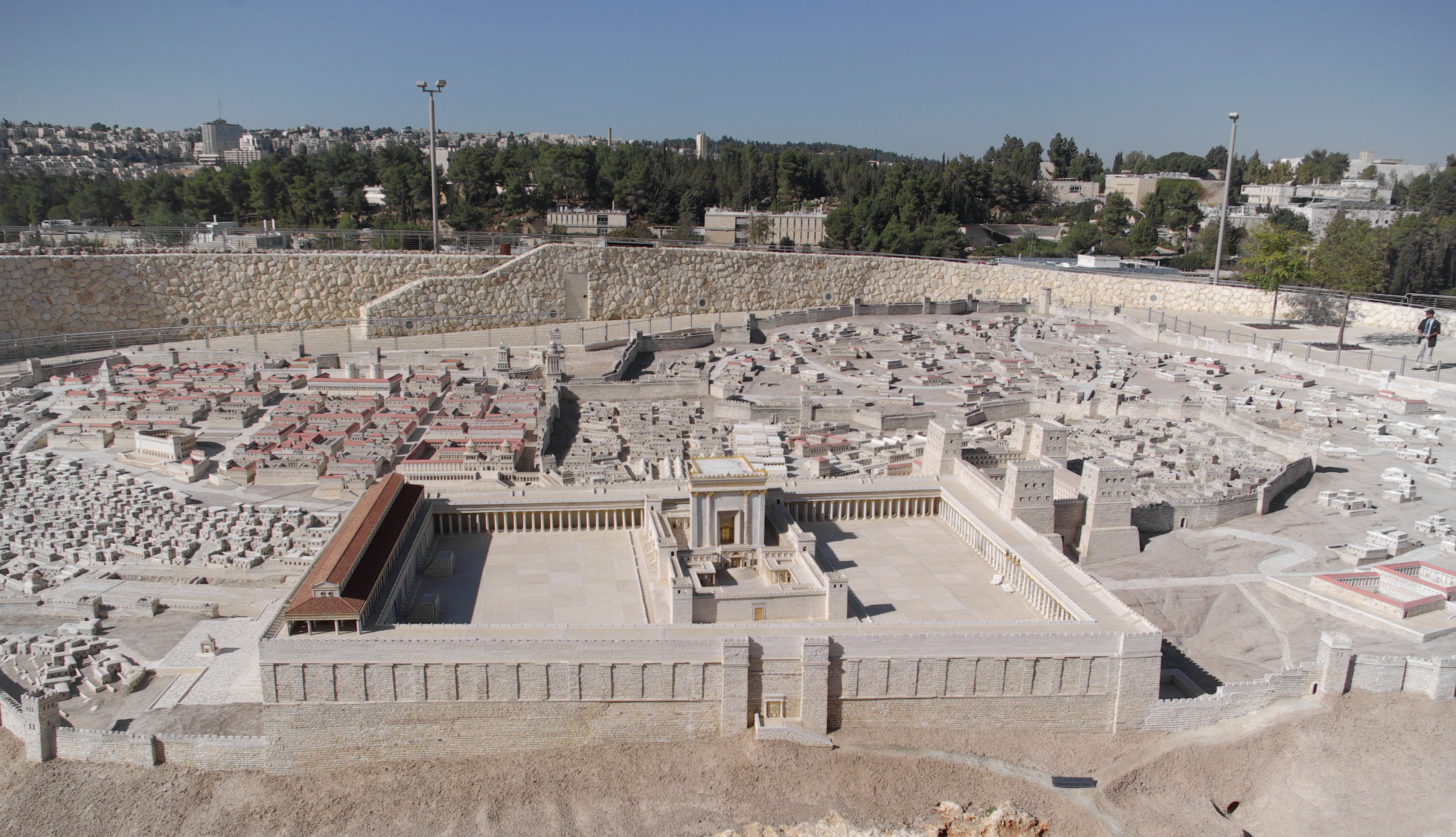
Modello del Secondo Tempio di Gerusalemme.

Dopo i riferimenti biblici per le descrizioni esoteriche del Divino i testi dedicati al misticismo nell'Ebraismo emergono per la prima volta nella letteratura sulla "Merkavah" e sugli "Heikhalot" del periodo del Secondo Tempio. I particolari scritti della Kabbalah appaiono per la prima volta diffusi nel XIII secolo in Spagna e Francia. I kabbalisti differiscono dall'interpretazione generale data alla ricerca secolare poiché ad esempio ritengono che la fonte della principale opera kabbalistica, lo Zohar, risalga a mille anni prima con Shimon bar Yohai e credono che la trasmissione nascosta continui e sia originaria anche dell'episodio del Monte Sinai e oltre. La popolarità medievale della Kabbalah ottenne ulteriore spinta dopo l'espulsione degli ebrei dalla Spagna, nel 1492, che incoraggiò uno sforzo mistico maggiore come reazione alla tragedia. Con la scuola di Safed nel XVI secolo la Kabbalah raggiunse la sua struttura completa includendo i successivi sistemi kabbalistici di Moses ben Jacob Cordovero ed Isaac Luria. Sebbene riservata all'élite erudita, divenne una delle correnti principali del pensiero ebraico e della vita religiosa. Rimpiazzò la precedente scuola filosofica aristotelica quale teologia autoritaria e completa. I suoi concetti infusero i contenuti dei libri di preghiera e del folklore. Nel mondo ashkenazita dell'ebraismo europeo il misticismo distorto e l'apostasia di Sabbatai Zevi, negli anni 1665-1666, provocò restrizioni nella diffusione della Kabbalah e i suoi sostenitori venivano guardati con sospetto. Tale preoccupazione in seguito diede origine all'opposizione dei Mitnagdim ("oppositori") contro il revivalismo mistico e la rivoluzione del chassidismo, che per alcune generazioni divise il mondo degli ebrei europei orientali. Più recentemente, dopo che la Chassidut ebbe a "rimpiazzare" la Kabbalah come predominante espressione mistica europea dell'Ebraismo, la diffusione dell'Haskalah ("Intellettualismo", che riproponeva l'Ebraismo in cornice secolare illuminista) dall'Europa occidentale verso l'Est, diventò la seconda influenza a frenare il mistico. Pur tuttavia il nuovo studio accademico del misticismo ebraico e un rinnovato interesse per il Chassidismo e la Kabbalah da parte di tutte le correnti ebraiche del XX secolo hanno oggi creato una tendenza inversa. Il mondo sefardita dell'ebraismo orientale era maggiormente distaccato da queste problematiche del misticismo e quindi mantenne in generale la sua tradizione kabbalistica come principale corrente esistenziale, anche senza il contributo europeo del Chassidismo. Durante le ultime due generazioni alcune comunità sefardite sono state influenzate dalla Chassidut, specialmente da quello del movimento Chabad.

### Il significato del sistema kabbalistico per la tradizione ebraica
La dimensione nascosta dell'Ebraismo descritta nella Kabbalah non è separata dalla dimensione “rivelata” della tradizione principale ma l'accompagna e la spiega ad un livello più profondo e spirituale. Esaminare le ragioni fornite dall'Ebraismo per i comandamenti da osservare rispetto al fine della Creazione può assistere nell'illustrare il significato Nistar. La Torah enumera i comandamenti dell'osservanza ebraica con spiegazioni tratte dall'elaborazione delle Scritture incoraggiando caldamente ad osservarli con ammonizioni profetiche e poesia altamente ispirata: il Talmud codifica la legge ed il Midrash descrive vividamente; così, tramite l'osservanza ebraica, ci si può unire a Dio. I Commentatori, i filosofi ed i Maestri di Mussar forniscono spiegazioni dei comandamenti a vari livelli simbolici, psicologici ed etici in base ai relativi significati e ragioni: i comandamenti assumono numerose accezioni e la via spirituale della tradizione principale si vivifica nella psicologia individuale con sentimenti di sensibilità e responsabilità verso il prossimo e verso il Padre Eterno. Però anche la persona che studia solo la dimensione rivelata dell'Ebraismo segue i comandamenti perché sono decreti divini seppure le ragioni date non sono Khukkim. È chiaro che questo viene applicato anche ai comandamenti rituali del Tempio per i quali Dio non avrebbe potuto richiedere osservanze differenti - anche in questo caso le ragioni date nel Nigleh sono simboliche. Quanto ai comandamenti etici che incoraggiano un comportamento caritatevole, proibendo quello crudele, hanno ragion d'essere in Dio che li impartisce. Il proposito dei comandamenti consiste nel miglioramento dell'uomo, a suo beneficio: questa è la posizione usuale della filosofia ebraica nell'ambito della parte rivelata dell'Ebraismo, senza influenze kabbalistiche. La dimensione nascosta del Nistar è un aspetto divino dell'intelletto e non è limitata da confini di logica filosofica come comunemente intesi. La Torah del Nistar è in grado di avvicinarsi al mistero illimitato dell'infinità espressa nel divino che si rivela nell'uomo. Secondo l'opinione filosofica basilare i comandamenti etici sono dati a beneficio dell'uomo in modo da incoraggialo ad assomigliare alla bontà di Dio e ad aumentare la propria santità confermandone l'essenza. La vera bontà per l'uomo non è solo presente nell'esistenza superiore dell'anima, deve piuttosto esserlo anche nella vita temporanea della fisicità. Il fine ultimo di tutto ciò è l'eterna ricompensa dell'Aldilà o l'era messianica. Perciò lo scopo più grande dei comandamenti è la possibilità che danno di guadagnarsi tale ricompensa.
Una delle qualità caratteristiche del pensiero chassidico è portare il chassid a una nullificazione altruista servendo Dio ove l'idea di cercare una ricompensa è reputata impura e repulsiva. Ma secondo Nigleh, senza pensiero kabbalistico, lo scopo più importante per cui Dio ha comandato anche le leggi etiche è come quello della prova per l'uomo, in modo che possa ricevere la ricompensa eterna. Cionondimeno, secondo questa prospettiva, poiché Dio è perfetto, quale può essere per l'uomo il fine del raggiungimento della bontà? La Torah insegna che del bene è stata rivelata la natura mentre del male rimane celata: Dio desidera che l'uomo tema Dio e considera inoltre il merito dei Giusti e le pene e punizioni per i malvagi (cfr Messia); esistono però differenti caratteristiche precise a cui l'uomo deve attenersi al fine di perseguire il bene come scopo del Mondo infatti, considerando i miglioramenti fatti per sottomettere l'inclinazione malvagia al fine di raggiungere maggiore bontà e la giustizia, nell'era messianica il male e le sue forme non saranno più, ciò permesso dai Tiqqunim, dalle buone azioni e dall'osservanza delle Mizvot. Sembra quindi che anche i precetti etici dell'Ebraismo dipendano da decreto divino. Il sistema mistico completo descritto nella Kabbalah lurianica introduce nuovi insegnamenti (nuove rivelazioni dalla prospettiva del credo ebraico) che trasformano il misticismo ebraico e la sua capacità di spiegare. Nella "Kabbalah dell'Ari" (Isaac Luria) vengono date le ragioni metafisiche dei comandamenti che descrivono come le rivelazioni nei Mondi spirituali superiori e l'opera messianica di redenzione a tutti i livelli della Creazione dipendano dalla condotta santificante di ogni individuo su questo Mondo. L'introduzione dell'evento cosmico della "Rottura dei Vasi" nel Mondo primordiale di "Tohu" (Chaos), prima del nostro ordine di Creazione, fa sorgere le scintille di santità cadute e che permeano tutta la materia. Il servizio spirituale del separare ed elevare le scintille cadute, attraverso gli attuali Mondi di "Tikkun" (il riparare), si svolge con l'osservare i precetti ebraici che vengono insegnati dalla dimensione rivelata dell'Ebraismo. Vengono fornite particolari spiegazioni della funzione metafisica di ciascun comandamento, derivate dalle parole scritturali delle rispettive fonti. Ove il Talmud interpreta i versetti della Torah secondo le sue regole, per imparare i dettagli della legge – in questo studio invece le stesse parole vengono interpretate come offrissero spiegazioni spirituali, derivate dall'applicare le regole testuali esoteriche della Kabbalah. Quest'idea della redenzione delle cadute scintille di santità, assegna una sacralità innovatrice alla realtà mondana e allo stesso tempo, tradizionalmente accettata, porta all'ottenimento della redenzione, che uno ne sia consapevole o no. Tale dottrina radicale dipende ed è inseparabile dalla dimensione rivelata dell'Ebraismo e dall'osservanza quotidiana dell'Halakha (Legge ebraica). Lo studente della Kabbalah riesce ad elevarsi: l'"anima" dell'osservanza, la sua "kavanah" (intenzione), può essere differente e l'intenzione di una persona riesce ad essere diretta verso l'ottenimento della rettificazione kabbalistica del comandamento con la redenzione delle manifestazioni divine attraverso tutti i livelli di esistenza. Alternativamente, lo schema kabbalistico può dare accesso alla più grande "dveikus" (dedizione), a Dio stesso, l'Essenza Divina. Quanto sopra per dimostrare come le intricate spiegazioni della Kabbalah, che descrive l'effetto dell'uomo sul sistema di manifestazioni divine nei Mondi spirituali, siano inseparabili dagli aspetti rivelati dell'Ebraismo.

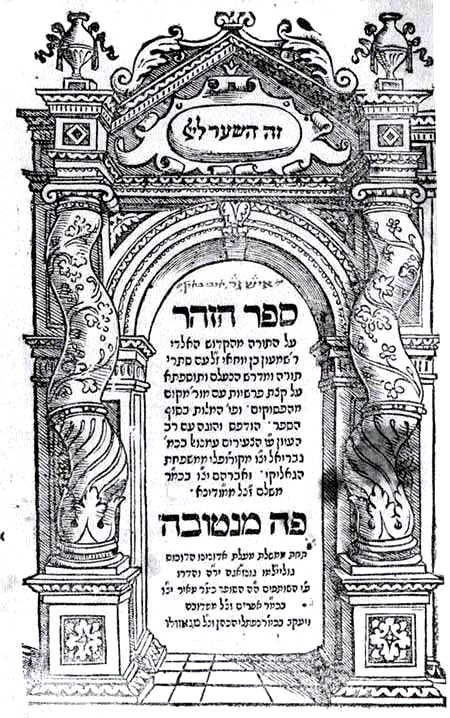
Frontispizio del Sefer ha-Zohar (il Libro dello Splendore) o semplicemente Zohar (in ebraico: זהר Zohar "splendore") - il libro più importante della corrente cabalistica.

Per la scuola medievale di filosofia ebraica, ciò delimitò l'Ebraismo di fronte al pensiero greco e all'intelletto umano. Dio l'Infinito non ha bisogni. Man mano che lo studente della Torah attraversa l'ascesa del pensiero sistematico Pardes, e le interpretazioni diventano sempre più interiori e spirituali, si comprende gradualmente come Dio desideri (per così dire) l'osservanza umana dei precetti ebraici. Con la dimensione nascosta di "Penimiut haTorah" (il livello mistico "interiore" del Nistar) il pensiero descrive come, nel proposito della Creazione che Dio decise di attuare, ci sia bisogno dell'uomo per compiere la redenzione. Allora perché Dio ha infine approntato tale sistema? Non aveva certo dei bisogni da soddisfare. L'Ebraismo fornisce varie risposte, e Nistar fornisce le sue proprie ragioni e spiegazioni. Spiegazioni che variano da "è nella natura del buono fare il buono" alla Creazione che è un processo di Dio per conoscere Se Stesso – ogni spiegazione riflette un aspetto diverso della Divinità. La Chassidut si concentra sulla ragione più importante, che meglio descrive l'abilità infinita e l'incomprensibilità del paradosso divino, al di là della mente umana, riflessa nella descrizione di Nistar ("nascosto") per i livelli mistici dell'Ebraismo. In tale spiegazione il proposito della Creazione è che "Dio desidera un locus abitativo nei reami inferiori" – è l'uomo che trasforma il più basso e semplice Mondo in un locus per l'Essenza Divina. Nel credo ebraico il suo compimento sarà rivelato all'apice della Creazione, nell'era della resurrezione, nel Mondo fisico con la rivelazione della Shekhinah e del Messia. La parola "desiderio" meglio riassume l'impulso volitivo, perché nella spiegazione kabbalistica, questo è un desiderio radicato nell'essenza di Dio, oltre il raziocinio.

### Chassidut, nuovo percorso della tradizione mistica
Il chassidismo, l'espressione più recente della tradizione mistica ebraica, si fonda sulla prima Kabbalah. Nel XVIII secolo il Baal Shem Tov, fondatore del movimento chassidico, ristrutturò la spiritualità ebraica in un nuovo paradigma che descriveva la Kabbalah anche in relazione all'uomo, in modo rivelato. Ciò rappresentò un cambiamento profondo nell'espressione del misticismo ebraico tenendo da parte la base celestiale della comprensione kabbalistica, che richiede un'enorme intricatezza e una sottile categorizzazione esoterica, accessibile solo a grandi studiosi. Il nuovo percorso del Baal Shem Tov relazionava le idee kabbalistiche all'esperienza psicologica umana in mdo che fosse accessibile a tutti. Al seguace del Baal Shem Tov, e successivamente ai Maestri chassidici, fu data la possibilità di percepire il Divino qui, su questa terra, tramite la sensibilità di cuore e l'assorbimento mentale del divino. Il pensiero rabbinico e biblico descrive i due sentimenti di amore e timore (stupore, meraviglia, paura) di Dio come base dell'osservanza ebraica e dell'esperienza della santità. In questa ricerca dello spirito, vari livelli di entrambi vengono descritti e modi di svilupparli vengono dati. La varietà di testi scritturali pratici e spirituali della tradizione ebraica possono far scaturire nell'animo del lettore attento molte reazioni, dalla delizia poetica alla reverenza intellettiva. Se il lettore avverte grazie ad essi un incontro con la Divinità, essi possono ispirare gradazioni d'amore e stupore, in proporzione alla propria comprensione. La scuola medievale di filosofia intellettuale inoltre, nel considerare le meraviglie della Creazione, offriva un altro percorso per cogliere la Divina Provvidenza.
Gli insegnamenti spirituali dei Maestri chassidici, che misero il misticismo alla portata di tutti, rivivificarono i livelli più intimi e ideali dei due principali sentimenti d'amore e di timore di Dio, coi rispettivi derivati. Gli insegnamenti della Kabbalah includono una discussione della scintilla divina nell'animo umano e l'accettazione unica e totale di Dio inerente nei comandamenti della Torah. Facendo basare l'intera tradizione mistica su questa Essenza Divina, più alta delle emanazioni Celesti, la via chassidica venne a scoprire la semplice essenza interiore della Kabbalah. Dato che questo approccio era radicato nell'unità essenziale di Dio piuttosto che nelle elaborate manifestazioni divine, poteva essere offerto all'intera comunità israelitica, piccola e grande. Gli insegnamenti, le storie e la condotta del Baal Shem Tov rivelarono questa santità basilare di sincerità verso Dio e verso il prossimo, che riusciva spontanea anche per l'ebreo non studioso, precedentemente visto come inferiore da coloro che erano più eruditi, ma che ora poteva imparare proprio da loro a servire Dio. Il Baal Shem Tov raggiunse due gruppi di gente: le semplici masse non istruite, che incoraggiò e invigorì, e i grandi studiosi della Torah, che formarono un ristretto cerchio di devoti mistici intorno a lui. Istruì entrambi i gruppi con brevi spiegazioni di Torah, con parabole e storie di misticismo che alludevano al significato intimo delle idee kabbalistiche. Per le masse incolte questa era la prima volta che il misticismo ebraico veniva portato loro in maniera comprensibile mentre il suo cerchio più stretto di studiosi capiva la natura profonda delle idee proposte. Questa "Società Santa" di devoti seguaci - sarebbero loro stessi poi diventati Maestri chassidici - fu con la seconda generazione guidata da Dov Ber di Mezeritch e con la terza generazione che si sarebbe suddivisa in molte ramificazioni sparse per l'Europa orientale.

### L'articolazione sistematica della Chassidut nell'intelletto
Quest'idea, cioè che il Baal Shem Tov aveva iniziato un nuovo percorso per la tradizione mistica aperto a tutti, non è però la spiegazione completa della relazione tra la Chassidut e le altre parti della Torah. Caratteristicamente per la Chassidut, esso aveva fornito ad ogni persona la percezione del Divino e reso comprensibili le dissertazioni kabbalistiche. Il significato intimo, o "anima", della Kabbalah con la sua terminologia esoterica veniva reso vivido e invigorante emotivamente: in tale modo lo Chassidut diventava un commentario fondamentale della Kabbalah. Infatti, durante l'Illuminismo ebraico dell'Haskalah, molti studiosi che denigravano il misticismo vedevano il Baal Shem Tov solo come un divulgatore popolare della Kabbalah. Ma c'era una spiegazione più complessa. Uno dei seguaci di Dov Ber, Shneur Zalman di Liadi, venne ad essere il fondatore del movimento Chabad – un acronimo kabbalistico dei poteri intellettivi dell'anima – ed espresse le "fonti vive" del Baal Shem Tov in una forma intellettuale sistematica. Questo approccio fu alquanto differente dalle altre scuole chassidiche e a prima vista sembrava essere il percorso opposto di quello del Baal, che aveva sottolineato la semplice sincerità. L'approccio di Shneur Zalman utilizzava una contemplazione intellettiva di comprensione concettuale interiore della Torah atta ad ottenere stati mentali elevati, contraria al fine principale di vivificare le emozioni dei sensi tramite la preghiera. Tutti gli approcci, comunque, miravano ad evocare le emozioni d'amore e timore di Dio, che sono le due 'ali' con le quali uno può innalzarsi verso la percezione diretta del Divino. La sua opera principale, il Tanya, divenne un testo ispiratore classico e fu studiato anche da altri movimenti chassidici sebbene non ne seguissero i metodi.
Il percorso di Chabad, successivamente chiamato anche Lubavitch col nome della città ove nacque, si sviluppò nel corso di sette generazioni di capi religiosi, con ogni Rebbe che spiegava gli insegnamenti della Chassidut in maniera sempre più chiara e delucidativa. Se la dimensione interiore di Nistar descrive il pensiero ebraico dalla prospettiva di Dio, allora la spiegazione continuativa della filosofia chassidica tramite gli insegnamenti dei 7 Rebbe di Chabad fa scendere l'intelletto divino al piano della dimensione umana. Potrebbe sembrare che la mente finita non sia capace di afferrare l'infinito – ma la vera infinità deve trovare espressione anche nel finito, un compimento paradossale, simile alla relazione di Dio con la Creazione. La filosofia medievale ebraica studiò sistematicamente il pensiero ebraico in linea con i metodi dell'antica Grecia, strutturandola sull'intelletto umano. Fino ad un certo punto, i sistemi kabbalistici astratti del XVI secolo illustravano un'immagine divina dell'Ebraismo che poteva essere compresa dalla mente umana, ma non era una "comprensione" totale. Con lo studio della filosofia chassidica Chabad, che spiegava intellettivamente l'anima interiore dell'Ebraismo presentata dal Baal Shem Tov e successori, l'immagine intellettiva divina della Torah poteva veramente essere assimilata dal pensiero umano. Tale spiegazione intellettiva della "Torah del Baal Shem Tov" rappresenta uno studio del Divino – il quinto Rebbe di Lubavitch, Sholom Dovber Schneersohn disse che la Chassidut Chabad permette alla mente umana di conoscere l'essenza di Dio. Nel momento in cui lo studente contempla profondamente i concetti di divinità delineati dalla Chassidut Chabad e coglie emotivamente la santità, l'amore implicito e il timore di Dio nelle idee stesse, allora si rende conto che in ogni idea egli ha percepito la vera Divinità. Questa filosofia mantiene il rispetto della trascendentalità e dell'immanenza come sarà facile notare nell'origine divina del pensiero: la Torah è infatti fuoco nero su fuoco bianco.

### Spiegazione filosofica della natura della Chassidut
Durante il festival chassidico del 19 Kislev (tradizionalmente descritto dal movimento Chabad come l'Anno Nuovo della Torah della Chassidut) del 1965, il 7º capo religioso di Chabad-Lubavitch, Menachem Mendel Schneerson, fece un discorso per dare una spiegazione filosofica della natura del pensiero chassidico. Fu successivamente pubblicato dalla casa editrice Kehot Publication Society in edizione bilingue col titolo On the essence of Chassidut (Sull'essenza della Chassidut). In linea con lo scopo di Chabad di articolare la Torah interiore con la più completa esegesi intellettuale, ogni Rebbe di Lubavitch prese come proprio compito il diffondere le “sorgenti vive” della Chassidut in nuove frontiere. Ogni Rebbe aveva il suo proprio stile di ragionamento e questo discorso è un esempio della profondità e chiarezza del pensiero dell'ultimo Rebbe. Come si dice generalmente in altri contesti – "pesando sulle spalle delle precedenti generazioni" – le spiegazioni ed enfasi di ogni successivo Rebbe sono rese possibili grazie allo sviluppo degli insegnamenti dei rispettivi predecessori. In questo discorso, il Rebbe chiede quale sia la natura della Chassidut e come sia differente da quelle parti della Torah che sono state rivelate fino a quel momento:
- come inizio, egli propone quattro risposte che sono state date da precedenti fonti e manoscritti. Primo, al tempo del Baal Shem Tov il mondo ebraico era in uno stato di esanimità e, seguendo l'usanza di scuotere l'anima di qualcuno che è svenuto con il sussurrargli il proprio nome ebraico nell'orecchio, così il Baal, che condivideva il suo nome Israele con tutto il popolo ebraico, scosse il popolo di Israele da tale stato. Secondo, commentando il detto talmudico che "uno chassid (persona pia) è colui che va oltre la lettera della legge", la spiegazione chassidica di ciò vede nell'idea stessa un'abilità di servire Dio con vero altruismo. Sebbene il cercare rivelazioni spirituali personali sia lodato dalla Torah, pur tuttavia la motivazione di un vero chassid sacrifica tali mete per aiutare il prossimo o servire Dio più sinceramente. Terzo, il punto principale di uno chassid è di cambiare la natura degli attributi emotivi nella propria personalità, compreso il rettificare i tratti istintivamente buoni facendoli intenzionalmente diventare santi. Quarto, spiegando idee kabbalistiche la Chassidut permette ad ognuno di apprendere il Divino, persino a coloro che non possiedono un'anima elevata o non si sono raffinati spiritualmente.
- Dopo di ciò, il Rebbe conclude che nessuna di queste risposte cattura l'essenza della Chassidut ma ne sono aspetti caratteristici. Distinguendo tra essenza e manifestazioni, il Rebbe definisce l'essenza della Chassidut come una nuova rivelazione nella Torah direttamente dai livelli più alti, corrispondenti al 5º livello dell'anima – la sua "Yechida" essenziale (completa "unità singolare" con Dio). Mentre si crede che tutta la Torah derivi dall'essenza di Dio, i 4 livelli del Pardes vengono considerati come influenzati dal continuo e incrementante celarsi dello Tzimtzum (contrazioni della "luce" divina) mentre discendono tramite il sistema kabbalistico dei 4 "Mondi" spirituali. Ogni livello della Torah si relaziona a ciascun Mondo e ne è influenzato, corrispondendo anche ai 4 livelli inferiori dell'anima. Ognuno dei 4 livelli del Pardes diventa limitato e fissato entro le qualità definite di ciascuna delle loro particolari nature, persino quella più elevata e astratta del 4º livello, Sod. Solo un 5º livello, la spiegazione chassidica della Torah, rimane illimitata e immune allo Tzimtzum, ragione per cui non viene elencata tra i 4 livelli (nella stessa maniera dell'anima di una persona non elencata in relazione alla testa o ai piedi). Mentre il 4º livello, l'interpretazione kabbalistica, è chiamato "l'anima della Torah", poiché fornisce la spiegazione metafisica della Torah, il 5º livello della Chassidut è chiamato "l'anima dell'anima", o "anima interiore", la vera essenza infinita della Torah, che rivela l'origine divina dei quattro livelli inferiori.L'Albero della Vita, con le 10 Sefirot kabbalistiche.

L'Albero della Vita, con le 10 Sefirot kabbalistiche.

- Per spiegare ciò, il Rebbe usa una frase della liturgia ebraica (appropriatamente, le prime parole che l'ebreo pronuncia svegliandosi la mattina: "Modeh ani...", sottolineando l'azione di servire Dio)[4] e poi procede ad illustrarla secondo i 4 livelli sequenziali dell'interpretazione Pardes. Dopodiché il Rebbe presenta il significato chassidico di Modeh ani, il 5º livello della spiegazione. L'anima ha due qualità: trascende il corpo e allo stesso tempo discende nel corpo e lo permea, trovandosi in tutte le sue parti, dalla sua più alta facoltà (la testa), fin giù negli arti con funzioni più semplici (i piedi). In tale modo, la quinta spiegazione rappresenta l'anima in se stessa, mentre trascende i 4 livelli del Pardes. Poi il Rebbe continua col dimostrare come, ora che conosciamo l'interpretazione chassidica di Modeh ani, ognuna delle precedenti 4 spiegazioni acquisisce un significato completamente nuovo. Siamo ora in grado di vedere l'anima della Chassidut entro ciascuno dei precedenti 4 livelli. Ognuno di essi diventa vivo e intensamente spirituale poiché ora comprendiamo ciascun livello - Pshat, Remez, Drash e Sod - "in base alla Chassidut". Per dimostrare questo, il Rebbe ripete le 4 spiegazioni chiarendo ciascuna alla luce del 5º livello – e per ciascuna il significato viene approfondito e spiritualizzato rappresentando l'anima che entra dentro i 4 livelli del Pardes e li permea. In conclusione il Rebbe dimostra come sia solo la spiegazione chassidica quella che unisce ognuno dei precedenti quattro commentari, rivelando il filo essenziale comune che passa attraverso di essi, poiché l'essenza permea tutte le manifestazioni. Per tale ragione la Chassidut viene paragonata all'olio di oliva, che celandosi nell'oliva rappresenta il "segreto dei segreti", e analogamente possiede le due qualità di un'essenza: non si mischia con altri liquidi, similmente all'essenza che rimane separata, ma permea altre sostanze, come l'essenza che si insinua in tutte le sue stesse manifestazioni. Ciò viene contrapposto al vino, l'occultamento del quale prima di essere pressato rappresenta i "segreti" kabbalistici ma la maturazione del quale nel frutto ne migliora la qualità. La Chassidut è prima di tutto il confine dell'occultamento e della rivelazione e quindi può raggiungere e rivelare l'anima "segreta più intima" della persona anche maggiormente distante dalla santità.
- Durante la dimostrazione del 4º livello della Kabbalah, quando viene spiegata alla luce del 5º livello della Chassidut, il Rebbe chiarisce un noto errore concettuale: si crede di solito che la Chassidut venga a spiegare la Kabbalah in modo che ognuno possa afferrare le idee del Divino. Allora la Chassidut è forse un commentario della Kabbalah e la Kabbalah, con la sua complicata terminologia nascosta compresa solo dai grandi kabbalisti, diventa più eterea? Ciò si accorda con l'errore che la Chassidut sia solo una parte del 4º livello di Sod. Fu quindi il Baal Shem Tov solo un popolare divulgatore della tradizione mistica ebraica, come lo hanno descritto molti storici secolari? Come risposta, il Rebbe afferma che è vero proprio l'opposto: la Kabbalah è un commentario della Chassidut! In questo discorso, il Rebbe dimostra che la Chassidut non è soltanto parte del 4º livello di Sod ma il vero livello della Torah, la sorgente divina delle quattro manifestazioni. Ognuno dei 4 livelli del Pardes sono commentari delimitati, a modo loro, dall'anima interiore infinita della Torah, che viene espressa soltanto al 5º livello chassidico. L'illuminazione chassidica della Kabbalah è una manifestazione caratteristica di questa essenza ed è solamente una delle qualità della Chassidut. La ragione per cui la Kabbalah è intensamente spirituale e semplice è perché solo la Chassidut rappresenta un riflesso della semplicità infinita di Dio. Ci vuole una più alta illuminazione spirituale per unire molteplicità e divisione, ragion per cui la Chassidut deriva da una fonte più alta. Oltre a spiegare i concetti della Kabbalah, la Chassidut interpreta le idee di tutti e quattro i livelli della Torah, delucidando con vitalità le spiegazioni stesse che la permeano a ciascun livello.
- Nel resto del discorso, il Rebbe spiega la relazione che la Chassidut ha con il Messia, l'anima Yechida generale della comunità di Israele, e con l'era messianica che inaugura, la Yechida della Creazione. Descrive inoltre la connessione della Chassidut con l'Halakha (la legge ebraica rituale ed etica), che include il mezzo col quale l'uomo si avvicina a Dio] nel quotidiano. Il Rebbe prende un esempio dalla legge ebraica per illustrare questo punto (la legge rabbinica dell'acquisizione temporanea di proprietà in vicinanza di una persona). La parte legale "rivelata" dell'Ebraismo trova la sua metodologia e logica da principi primari e giudizi finali, indipendentemente da ulteriori significati filosofici, etici o mistici della legge stessa. Cionondimeno la tradizione mistica dell'Ebraismo si vede unita, inscindibile e complementare alla tradizione rivelata (alcune grandi figure della storia ebraica, che delucidarono entrambe le dimensioni, affermano che le vere decisioni della legge ebraica debbano essere prese soltanto in base all'interpretazione kabbalistica). Mentre tale connessione con l'Halakha si rinviene nelle spiegazioni esoteriche della Kabbalah, la semplice essenza divina articolata tramite la filosofia chassidica fornisce un collegamento vero ed essenziale con la legge. Usando l'esempio dato in questo discorso, il Rebbe dimostra come i giudizi legali assumano una nuova profondità e chiarezza loro propria, una volta che le rispettive spiegazioni chassidiche sono comprese. Il misticismo della Chassidut, a differenza della Kabbalah, penetra e viene rivelato in tutte le parti del pensiero ebraico, dando nuova vitalità a ciascun livello, nell'ambito del rispettivo stile espressivo.
- Il Rebbe afferma che, dato che la Chassidut è l'essenza della Torah e un'essenza infinita non può essere compresa di per sé, la natura della Chassidut viene espressa solo dalle sue manifestazioni. Il testo mistico ebraico Sefer Yetzirah descrive il processo dinamico della spiritualità con le parole "l'inizio è inserito nella fine, e la fine è inserita nell'inizio". Nel misticismo ebraico tale flusso del Divino si applica allo scopo della Creazione: il vero desiderio iniziale di Dio era un locus stanziale al più basso livello della Creazione. Nella descrizione kabbalistica della Creazione, la "luce" infinita che emana da Dio discende attraverso innumerevoli contrazioni, livelli e occultamenti fino a raggiungere e continuamente creare il nostro Universo fisico. Il proposito si rinviene solo al livello più basso, dove l'uomo misticamente eleva il mondo materiale usandolo per compiere la volontà di Dio. Quando il processo sarà completo, questo mondo diverrà il locus stanziale dell'essenza divina. La stessa dinamica espressa dal Sefer Yetzirah si applica alla Chassidut. La vera essenza della Chassidut si manifesta maggiormente quando si estende e rivivifica i luoghi più lontani, comprovando la risposta classica data dal Messia al Baal Shem Tov nel giorno di Rosh Hashanah dell'anno 5507 (1746), che egli sarebbe venuto quando "le tue sorgenti vive raggiungeranno i luoghi più remoti". Tutte le parti della Torah possiedono l'abilità di svegliare spiritualmente le persone che si sono allontanate dalla tradizione ebraica. Spesso l'estraniazione dal pensiero ebraico preclude la loro connessione con la spiritualità ebraica che potrebbe spingerli alla ricerca approfondita. Poiché il pensiero chassidico vede purezza nascosta e bontà in tutto, esso può svegliare coloro che si sentono più distanti. Comprendendo il pensiero chassidico, possono identificarsi con la sua dimensione nella loro personale consapevolezza e divenirne ispirati a sviluppare la propria rispettiva connessione. Così il Baal Shem Tov rivelò la speciale connessione spirituale con Dio che gli ebrei umili possedevano, mentre i livelli rivelati del pensiero ebraico ne sottolineavano la distanza. In maniera simile, i capi religiosi di Chabad, che avevano enunciato la più grande ed erudita profondità del pensiero chassidico, nelle successive generazioni cercarono anche di portare lo Chassidut oltre in confini tradizionali della vita ebraica (forse riflessa nell'altro nome di questo movimento: Lubavitch. "Chabad" si riferisce ai poteri intellettivi dell'anima, mentre "Lubavitch" esprime l'emozione di "città d'amore" in russo). Il pensiero chassidico ricerca e viene veramente espresso quando può rivivificare spiritualmente colui che più si è estraniato dall'Ebraismo, e che non riesce ad essere scosso da altri livelli della Torah. Secondo l'espressione del Tanya, che "dalla ricompensa scaturita da un comandamento uno può conoscere la vera natura del comandamento stesso" (spiegazione chassidica di Shneur Zalman in merito ad una affermazione del Pirkei Avot, "la ricompensa di una Mitzvah è una Mitzvah"), il discorso spiega che, dato che il compito di diffondere la Chassidut è un prerequisito all'arrivo del Messia, così la stessa Chassidut è il livello messianico della Torah e un primo assaggio dell'era messianica quando l'essenza di Dio verrà rivelata.

Spiegazioni della terminologia utilizzata dal Rebbe nel succitato discorso "On the Essence of Chassidut" (Sull'essenza della Chassidut) possono essere consultate sul glossario del sito sulla Kabbalah e la Chassidut a Gal Einai (EN) 

### Il pensiero chassidico odierno davanti a tendenze storiche limitative
L'apprendimento stesso è spesso stato descritto come nella semplicità della popolarizzazione folkloristica della Kabbalah.
Il succitato discorso del Rebbe fornisce una spiegazione sistematica della natura filosofica del chassidismo inaugurato dal Baal Shem Tov (1698-1760), e sviluppato successivamente dai grandi Maestri chassidici in svariate interpretazioni e scuole di pensiero. I primi grandi insegnanti del chassidismo, delle prime generazioni, sono descritti nei loro insegnamenti e storie come figure leggendarie. Le generazioni successive del movimento chassidico tradizionalmente considerano la natura spirituale delle loro guide in graduale declino. Come le ispirazioni carismatiche dei primi insegnanti recedevano, così gli ideali spirituali cominciavano a diminuire, mentre le circostanze sociali mutavano. Pur tuttavia nella tradizione Chabad, che si era sviluppata separatamente dai percorsi chassidici principali, i seguaci asserivano che i loro capi religiosi avevano evitato tale declino. Ciò derivava dalle differenze del loro approccio, ove il compito di ogni capo era quello di comunicare e spiegare la didattica sistematica della Chassidut. L'appello carismatico alle emozioni passava in secondo posto. La dinastia dei 7 capi religiosi Chabad cercò in ogni generazione di allargare l'articolazione degli insegnamenti, in modo da attirare e raggiungere un pubblico ulteriore. Da qui nasce la convinzione che ogni capo abbia idealmente e perfettamente assunto il posto del suo predecessore. Sebbene l'enfasi particolare di ciascun Rebbe abbia differito, seguendo i tempi e le rispettive personalità, la guida rimaneva eccezionale. Il suddetto discorso, tipico del pensiero del 7º Rebbe di Chabad, rappresenta di per se stesso un importante contributo al pensiero chassidico. Con la sua illustrazione della Chassidut, il Rebbe espone la levatura degli insegnamenti del Baal Shem Tov e dei suoi successori, usando l'espressione intellettuale del metodo Chabad. L'entusiasmo emotivo del chassidismo e le storie e gli insegnamenti dei suoi capi sono stati spesso ribaditi da commentatori esterni che, tramite i prismi intellettivi dei loro rispettivi termini di riferimento, non sempre hanno reso giustizia alle profonde dimensioni del pensiero chassidico. I due aspetti rispecchiano le due parti di condotta ("le Vie della Chassidut") e di studio ("l'Apprendimento della Chassidut"), con alcune tradizioni chassidiche che accentuano l'una o l'altra. Secondo il citato discorso "On the essence of Chassidut" (Sull'essenza della Chassidut), sono implicite nelle pratiche chassidiche i profondi contributi del pensiero chassidico che hanno dato speciale risalto all'azione. A sua volta, il significato essenziale degli insegnamenti diventa un nuovo contributo spirituale ed interiore per tutti i precedenti livelli del pensiero ebraico. Tale nuovo contributo può assumere forme più poetiche, che fanno appello alla fede; oppure in altri aspetti (specialmente quello Chabad) viene ricercata con articolazione totalmente intellettuale.
La qualità della Chassidut, che permea gli altri livelli della Torah, incluso il livello di Pshat (la spiegazione semplice della Torah), significa che persino colui che è alle prime fasi di scoperta dell'Ebraismo può relazionarsi alle sorgenti vive della Chassidut e quindi connettersi anche coi suoi più alti livelli. Le tradizionali condizioni restrittive poste nell'apprendere la Kabbalah furono messe in atto a seguito del problematico episodio di Sabbatai Zevi negli anni 1665-6. Tali restrizioni si riferivano all'intricato studio della Kabbalah astratta, che potrebbe essere interpretata erroneamente. Ma non si applicano al pensiero chassidico, neanche alle spiegazioni più kabbalistiche di alcuni testi, dove le idee vengono assunte in maniera personale. La gamma di espressioni concettuali è molto vasta nel chassidismo, dai racconti spirituali dei Maestri chassidici alle parabole, ai detti e alle storie miracolose di Breslav; dai discorsi informali che offrono collegamenti chassidici con tutta la Torah e oltre, agli scritti classici e prettamente kabbalistici. Quando viene usata la terminologia kabbalistica negli scritti chassidici essa viene illuminata e esposta anche adattandola all'uomo in modo da farla percepire intimamente alla persona per darle vita e dinamicità nel quotidiano. Questo fa evitare il pericolo di interpretare erroneamente le idee mistiche come invece fece Sabbatai Zevi. La spiegazione della Kabbalah per una comprensione completa è data solo dal Chassidismo. La Chassidut presenta un percorso per introdursi al mondo della Kabbalah. Inoltre, in questi tempi di assimilazione per la società ebraica, appare come una necessità l'incoraggiamento dell'aspetto mistico dell'Ebraismo, inclusi i concetti kabbalistici basilari, per far diventare la Torah un'ispirazione vivificante. Se il pericolo nel XVII secolo era quello di rappresentare erroneamente le idee della Kabbalah, forse caratterizzate da un'alienazione dalle meraviglie del patrimonio ebraico, oggi le preoccupazioni spirituali sono differenti. Ciò offre ad ogni ebreo il compito e l'abilità di personificare l'ideale chassidico col divenire una "fiaccola" per gli altri, ognuno nel proprio ambiente e nell'ambito delle proprie possibilità. Prima che la fiaccola possa diffondere la propria fiamma verso gli altri, deve accendere la propria anima col calore e il contributo di Chassidut. Nell'Ebraismo l'osservanza dell'Halakhah offre un percorso quotidiano di santificazione esistenziale. La saggezza del Talmud e le visioni della Bibbia entusiasmano la persona per le idee dell'Ebraismo. Nella Kabbalah, ma specialmente nella Chassidut, uno può comprendere e percepire Dio, il Datore della Torah.

## Scuole di pensiero
Con la diffusione del chassidismo in tutta la Russia, in Polonia e Ungheria, una quantità di scuole divergenti fiorirono nel suo ambito.

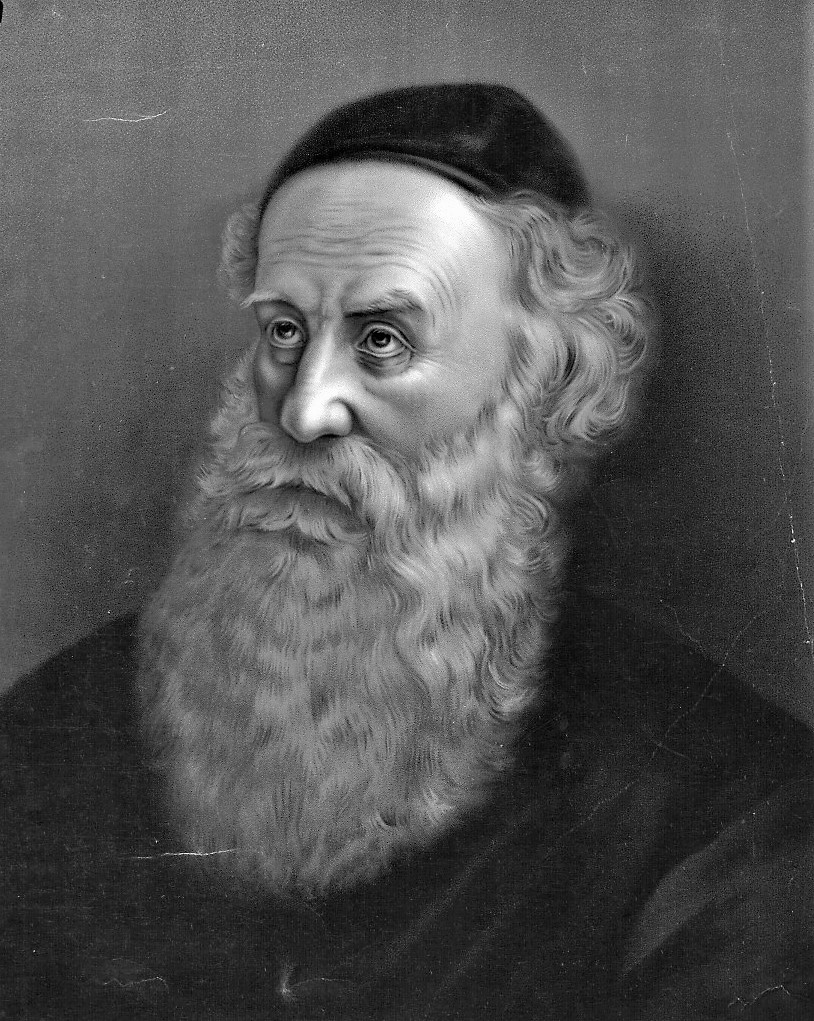
Ritratto di Shneur Zalman di Liadi (1745-1812) fondatore di Chabad Lubavitch e autore del Tanya e della Shulchan Aruch HaRav.

- Chabad: La scuola Chabad fu formulata da Shneur Zalman di Liadi con la sua opera classica Tanya nella quale vengono esposti i principi fondamentali del pensiero chassidico-chabad in maniera sistematica e comprensiva. Chabad accentua lo studio approfondito della filosofia chassidica (in opposizione alle scuole chassidiche principali che reputavano lo studio della Chassidut uno strumento e un mezzo, piuttosto che un fine di per se stesso). I seguaci di Chabad sono generalmente quelli del movimento Lubavitch.
- Breslov: Rabbi Nachman di Breslov (Ramban, o n"Uman'"), pronipote del Baal Shem Tov, incoraggiando fortemente l'intensità emotiva, insegnò l'importanza di essere profondamente gioiosi in tutti i momenti. Raccomandò la pratica dell'hitbodedut[5] ai suoi seguaci - una forma di preghiera dove il chassid cerca la solitudine e parla con Dio nella propria lingua madre da lui conosciuta, in maniera personale.
- Kotzk: Rabbi Menachem Mendel di Kotzk richiedeva ai propri seguaci un'onestà senza compromessi. Mettendo in primo piano l'altissimo valore della sincerità, sia verso se stessi che verso gli altri, riteneva infimi l'ipocrisia e l'inganno - per i chassidim, Kotzk divenne sinonimo di attitudini austere ed esigenti, intolleranti di falsità e disonestà.
- Satmar: Satmar fu noto per la sua posizione politica che si oppose allo Stato di Israele, il quale può secondo lui essere fondato solo dal Messia. È uno dei gruppi chassidici più grandi. La sua forza stava nella guida del suo capo religioso, Rabbi Joel Teitelbaum (1887-1979), un eccezionale Maestro chassidico che era sopravvissuto ai campi di concentramento nazisti e si era stabilito in America. Le battaglie più famose di Rabbi Teitelbaum rimangono quelle contro il sionismo e contro i gruppi ortodossi (alcuni anche chassidici) che lo riconoscevano. Ad ogni modo fu anche rinomato per la sua fenomenale erudizione, la pietà e l'amore del prossimo.
- Slonim: Slonim è una chassidut attualmente suddivisa in due diverse gruppi chassidici (i bianchi di Gerusalemme e i neri di Bnei Brak) che ebbe origine nell´attuale Bielorussia. I due principali testi di detta chassidut sono il Yeisoid HaHavoido e il Netivois Shoilom. È caratterizzata da un approccio tipico dell´Ebraismo lituano più intellettuale ed infatti i suoi testi, soprattutto il Netivois Sholoim, sono apprezzati anche in ambiente litai.

## I fini della filosofia chassidica
La filosofia chassidica ha quattro fini principali:
1. Revival: quando Rabbi Yisrael Baal Shem Tov fondò il chassidismo, gli ebrei erano fisicamente martirizzati da continui massacri (in particolare quelli del capo cosacco Bohdan Khmelnytsky negli anni 1648-1649) e dalla povertà, spiritualmente depressi dalle delusioni ricevute dai falsi messia. Questa sfortunata combinazione provocò un serio cedimento dell'osservanza religiosa, specialmente grave nell'Europa orientale, dove era iniziato il chassidismo. Questo ebbe a far rivitalizzare gli ebrei fisicamente e spiritualmente concentrandosi nell'assistere gli ebrei a svilupparsi finanziariamente e poi a risollevare il morale e la pratica religiosa tramite i relativi insegnamenti.
2. Pietà: nella letteratura della Torah ci si riferisce al chassid quale individuo che possiede pietà al di là dei limiti richiesti dalla legge. Il chassidismo vuole e tende a coltivare questo ulteriore grado di pietà, non dal punto di vista legale, ma da quello dell'amore per Dio.
3. Raffinamento: il chassidismo insegna come uno non debba solo sforzarsi a migliorare il proprio carattere imparando costumi e maniere. Invece la persona deve cambiare completamente o migliorare la qualità, la profondità e la maturità della propria natura. Tale raffinamento viene effettuato lentamente col praticare la filosofia chassidica e andando a trovare il Rebbe,[3] la guida religiosa del movimento chassidico al quale uno appartiene.
4. Demistificazione: nel chassidismo si crede fermamente che gli insegnamenti esoterici della Kabbalah possano essere compresi da tutti. Tale comprensione è intesa a far raffinare la persona aggiungendo inoltre profondità e vigore alla propria osservanza rituale.

In generale il chassidismo afferma di voler preparare il mondo all'arrivo di Moshiach (il Messia ebraico), tramite queste quattro ottemperanze.
In una sua lettera il Baal Shem Tov descrive come durante una Rosh Hashana la sua anima ascese alla camera del Messia e gli chiese: "quando verrà il maestro (Moshiach)?" Moshiach gli rispose: "quando le sorgenti vive dei tuoi insegnamenti, che ti ho impartito, si diffonderanno."

## La chiave di tutta la saggezza
Il chassidismo offre un'analogia per chiarire la differenza tra l'imparare la Chassidut e le altre parti della Torah.
Una volta fu chiesto: Qual è la differenza tra Rambam e Aristotele? (Torah vs. Saggezza). Entrambi sono filosofi e scienziati.
La risposta:
La Torah invece inizia col centro e poi procede a tracciare un cerchio di qualsiasi misura intorno ad esso, rimanendone sempre al centro. Similmente, una volta che l'uomo comprende la Chassidut, egli avrà anche la chiave per tutti gli altri aspetti della Torah poiché ne comprenderà il messaggio subliminale. Quando si assimila il punto interiore della Torah (il mezzo del cerchio) rimane solo di imparare come metterlo in pratica nella vita quotidiana, che è quanto gli altri livelli insegnano.»

## Chassidismo contemporaneo
Nonostante i pochi fedeli sopravvissuti alla Shoah, nelle ultime due generazioni si è registrata una fenomenale crescita di comunità chassidiche e attualmente esistono diversi grandi gruppi nei centri principali di Israele e America.
In tutte le società o comunità il chassidismo affronta la sua parte di problematiche sociali. È riuscito a creare uno stile di vita e un senso comunitario che molti pensavano non potesse mai più ritornare.

## Opere di rilievo
Le prime opere pubblicate di filosofia chassidica furono scritte dai discepoli del Baal Shem Tov e del suo successore Dovber di Mezeritch. Esse includono le seguenti:
- Toldos Yakov Yosef, di Jacob Joseph di Polnoye (1710-1784)
- Likutei Amarim (Tanya), di Shneur Zalman di Liadi (1745-1812)
- Meor Einayim, di Menachem Nachum Twerski di Chernobyl (1730-1797)
- Magid Devarav L'yakov, di Dovber di Mezeritch (1704-1772), compilata da Shlomo di Lutzk
- Noam Elimelech, di Elimelech di Lizhensk (1717-1786)
- Kedushas Levi, di Levi Yitzchok di Berditchev (1740-1810)

Opere importanti di successivi periodi includono:
- Likutei Moharan, di Nachman di Breslov (1772-1810)
- Be'er Mayim Chaim e Siduro Shel Shabbos, di Chaim di Chernovitz
- Benei Yisoschor, di Zvi Elimelech di Dinov
- Likkutei Sichos, di Menachem Mendel Schneerson